# Исенбаев, Исен
Исен Исенбаев (1905 год, Джуванышская волость, Уральская губерния, Российская империя — 1987 год, Алматы, Казахская ССР) — советский государственный деятель. Нарком зерновых и животноводческих совхозов Казахской ССР.

## Биография
Исен Исенбаев родился в Джуванышской волости Уральской губернии. По национальности казах. Член Коммунистической партии с 1929 г.

### Образование
В 1928 году окончил Казахскую краевую кавалерийскую школу.
В 1943 году слушатель курсов переподготовки политического состава запаса (г. Ош Киргизской ССР).

### Трудовая деятельность
В 1920-1922 годах служил в РККА красноармейцем 282-го кавалерийского полка.
В 1924-1925 годах батрак по найму в поселках Тепловск и Чулак Уральской области.
В 1925-1926 годах курсант, в 1926-1929 гг. младший командир отделения, помощник командира взвода Казахской кавалерийской краевой школы в городах Кзыл-Орда и Алма-Ата.
В 1929-1930 годах член правления Казживмолсоюза, председатель правления Конецентра Казкрайколхозсоюза в г. Алма-Ата.
В 1930-1931 годах председатель Кастекского райживотноводсоюза (Алма-Атинская область).
В 1932-1933 годах председатель Жарминского и Уланского райисполкомов (Семипалатинская область).
В 1933-1934 годах заведующий Семипалатинским областным отделом социального обеспечения.
В 1934-1937 годах председатель Иртышского райисполкома, секретарь Чингистауского райкома КП(б)К (Семипалатинская область).
С октября 1937 по июль 1938 года нарком зерновых и животноводческих Казахской ССР.
В 1938-1942 годах директор зерносовхоза им. В.М. Молотова (Кустанайская область).
В 1942-1943 годах директор зерносовхоза "Дарбаза" (Южно-Казахстанская область).
В 1943-1948 годах директор Кастекского овцесовхоза (Алма-Атинская область).
В 1948-1952 годах заместитель директора экспериментальной базы ВАСХНИЛ, заведующий отделом Джамбулского райисполкома, в 1953 году заместитель главного врача по административно-хозяйственной части Джамбулской районной больницы (Алма-Атинская область).
В 1953-1966 годах директор подсобного хозяйства санатория "Каменское плато" (Алма-Атинская область).
В 1966-1967 годах управляющий центральным складом управления "Казглавмедтехника" в г. Алма-Ата.
В 1970-1972 годах начальник спортивно-технического клуба ДОСААФ Ленинского района в г. Алма-Ата.
С 1972 года на пенсии, проживал в Алма-Ате.
Депутат Верховного Совета СССР I созыва от Кокпектинского округа.

### Партийное взыскание
17 сентября 1942 года бюро Южно-Казахстанского обкома Коммунистической партии приняло решение об исключении его из рядов партии. Это решение было вызвано обвинением в "невыполнении решения ЦК ВКП(б) и СНК СССР об уборке урожая и заготовке сельскохозяйственных продуктов 1942 года". Основными причинами являлись задержки в уборочной кампании, несдача запланированных объемов зерна, значительные потери урожая и выявленные факты хищений.
4 марта 1943 года, бюро Центрального комитета Компартии Казахстана пересмотрело санкции. Исключение из партии было заменено на строгий выговор с занесением в учетную карточку. В постановлении подчеркивалось, что выговор был вынесен за "невыполнение в срок хлебоуборочных работ, недостижение плана хлебозаготовок, а также значительные потери и хищения зерна".
25 сентября 1945 года, спустя три года, бюро ЦК Компартии Казахстана сняло наложенный ранее выговор, что фактически восстановило репутацию Исенбаева в партийных и хозяйственных кругах.

### Награды
Награжден орденом Отечественной войны 1 степени и медалями.